# Ganeshthan
Ganeshthan (nepalski: गणेशस्थान) – gaun wikas samiti w środkowej części Nepalu w strefie Bagmati w dystrykcie Nuwakot. Według nepalskiego spisu powszechnego z 2001 roku liczył on 718 gospodarstw domowych i 3898 mieszkańców (1923 kobiet i 1975 mężczyzn).